# بويترون (أورن)
بويترون هي بلدية في أورن في شمال غرب فرنسا.